# Jag vet en port som öppen står
Jag vet en port som öppen står (orig. "There is a gate that stands ajar") är en väckelsepsalm av Lydia Baxter från Sankeys Sånger 1872. Redan 1875 översattes den av Erik Nyström för samlingen Sånger till Lammets lof. En annan översättning gjorde Lilly Lundequist för Sionstoner 1889 med titelraden: "Det finns en port, som öppen står".
Sången är förvisso en inbjudan till Guds rike, men mer än allt annat ett tack för att porten dit är öppen också för sångaren själv: "För mig, för mig, står öppen ock för mig".
Melodin av Silas Jonas Vail 1872 (Bess-dur, 6/8) är samtidig med texten och publicerades i Sankeys Sacred Songs 1873. I Koralbok för Nya psalmer, 1921 har psalmen två melodier, där a-melodin är en komposition av Wolfgang Amadeus Mozart som är samma melodi som för psalmerna Så skön en väg ej finns på jord och I livets bok, o Fader, skriv och b-melodin anges vara av amerikanskt ursprung.

## Publicerad i
- Sånger till Lammets lof 1877 som nr 2 med titeln "Den öppna porten" och med referens till Uppenbarelseboken 21:25
- Herde-Rösten 1892 som nr 592 under rubriken "Jesu blod:"  utan angivelse av författare eller översättare.
- Hemlandssånger 1891 som nr 478 under rubriken "Hoppet"
- Svensk söndagsskolsångbok 1908 som nr 119 under rubriken "Inbjudningssånger".
- Svenska Missionsförbundets sångbok 1920 som nr 209.  Nyöversatt av Erik Nyström.
- Nya psalmer 1921 som nr 581 under rubriken "Det Kristliga Troslivet: Troslivet hos den enskilda människan: Bättring och omvändelse".
- Svensk söndagsskolsångbok 1929 som nr 101 under rubriken "Inbjudningssånger"
- Frälsningsarméns sångbok 1929 som nr 15 under rubriken "Frälsningssånger - Frälsningen i Kristus".
- Musik till Frälsningsarméns sångbok 1930 som nr 15
- Sionstoner 1935 som nr 309 med titelraden Det finns en port, som öppen står, under rubriken "Nådens ordning: Väckelse och omvändelse".
- Guds lov 1935 som nr 137 med titeln "Det finns en port, som öppen står", under rubriken "Väckelse och inbjudan".
- 1937 års psalmbok som nr 301 under rubriken "Tro, förlåtelse, barnaskap".
- Sions Sånger 1951 nr 23 med titeln "Det finns en port, som öppen står"
- Psalmer för bruk vid krigsmakten 1961 som nr 301 verserna 1-4.
- Frälsningsarméns sångbok 1968 som nr 49 under rubriken "Frälsning".
- Sions Sånger 1981 som nr 87 med titeln "Det finns en port, som öppen står" under rubriken "Guds nåd i Kristus".
- Den svenska psalmboken 1986 som nr 223  under rubriken "Kallelse".
- Lova Herren 1988 som nr 314 under rubriken "Kallelsen till Guds rike" (där dock första raden i vers 1 lyder "Det finns en port, som öppen står" och andra raden i vers 2 lyder "hur synden än må smärta".)
- Sångboken 1998 som nr 61
- Svensk psalmbok för den evangelisk-lutherska kyrkan i Finland (1986) nr 420 under rubriken "Kallelse och efterföljd" med titelraden "Det finns en port som öppen står"